# Lycaeides lacustris
Lycaeides lacustris är en fjärilsart som beskrevs av Beuret 1938. Lycaeides lacustris ingår i släktet Lycaeides och familjen juvelvingar. Inga underarter finns listade i Catalogue of Life.